# Star Trek: Armada
Star Trek: Armada ist ein Echtzeit-Strategiespiel, welches Activision im Jahr 2000 veröffentlichte. Es spielt im Star-Trek-Universum in der Ära von Star Trek: Der erste Kontakt. Entwickelt wurde Star Trek: Armada von Mad Doc Software. Mit Star Trek: Armada II existiert ein Nachfolger.

## Spielprinzip
Der Spieler kommandiert Raumschiffe der Vereinigten Föderation der Planeten, Romulaner, Klingonen und der Borg in vier Kampagnen. Die Karten sind dabei zweidimensional gehalten. Nebel haben Einfluss auf die Schiffssysteme, Asteroidenfelder blockieren den Weg.

## Rezeption
Die zweidimensionale Darstellung des Weltraums wurde kritisiert. Das Missions-Design überzeuge, der Mehrspielermodus sei ausgezeichnet und originelle Elemente wie das Beamen von Besatzungsmitgliedern sorgen für Atmosphäre. Die stufenlos dreh- und zoombare Grafik könne nicht über die Ideenarmut und Probleme bei der Steuerung hinwegtäuschen.